# Haute-Goulaine
Haute-Goulaine is een gemeente in het Franse departement Loire-Atlantique (regio Pays de la Loire). De plaats maakt deel uit van het arrondissement Nantes. Haute-Goulaine telde op 1 januari 2022 5.992 inwoners.

## Geografie
De oppervlakte van Haute-Goulaine bedroeg op 1 januari 2022 20,59 vierkante kilometer; de bevolkingsdichtheid was toen 291 inwoners per km².

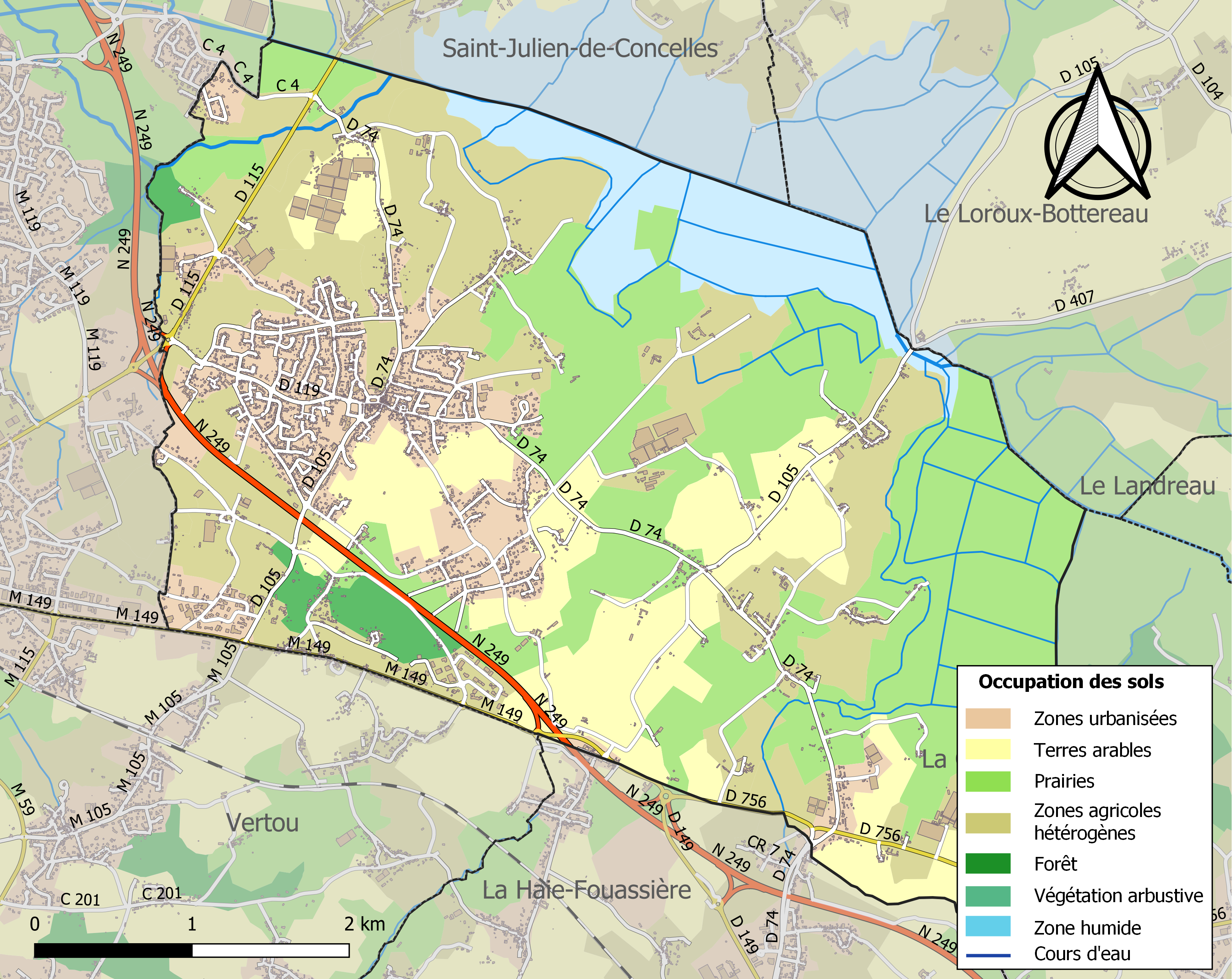
Kaart van de gemeente met de belangrijkste infrastructuur, bodemgebruik en omliggende gemeenten

## Demografie
Onderstaande figuur toont het verloop van het inwonertal (bron: INSEE-tellingen).